# Stenomyia laticauda
Stenomyia laticauda är en tvåvingeart som först beskrevs av Friedrich Georg Hendel 1909.  Stenomyia laticauda ingår i släktet Stenomyia och familjen fläckflugor.
Artens utbredningsområde är Paraguay. Inga underarter finns listade i Catalogue of Life.